# Legion (Fernsehserie)
Legion ist eine US-amerikanische Fernsehserie von Noah Hawley, die auf dem Sender FX am 8. Februar 2017 zum ersten Mal ausgestrahlt wurde.
Die Serie basiert auf dem Comiccharakter David Haller, auch bekannt als Legion, der von Chris Claremont und Zeichner Bill Sienkiewicz geschaffen wurde und in der X-Men-Comicreihe auftritt, die von Marvel Comics vertrieben wird. Die Comics wurden außerdem auch mit der X-Men-Filmreihe verfilmt, die Serie hat jedoch keine direkten Überschneidungen mit den anderen Filmen des Franchise. Im deutschsprachigen Raum wurde die erste Staffel 24 Stunden nach der US-Premiere ab dem 9. Februar 2017 beim Pay-TV-Sender FOX ausgestrahlt.
Nach sechs von acht ausgestrahlten Folgen gab FX am 15. März 2017 bekannt, dass die Serie um eine 2. Staffel verlängert wurde, die insgesamt zehn Folgen umfassen sollte, aber um eine elfte Folge erweitert wurde. Diese wurde seit dem 3. April 2018 in den USA und wieder einen Tag später in Deutschland ausgestrahlt.
Im Juni 2018 gab FX bekannt, dass die Serie um eine finale 3. Staffel verlängert wird. Diese wurde 2019 ausgestrahlt und die Geschichte rund um die Figur des David Haller zu einem Ende gebracht.

## Handlung
Bei David Haller wurde in jungen Jahren Schizophrenie diagnostiziert, und er war seitdem ein Patient in verschiedenen psychiatrischen Kliniken. Als David auf die neue Mitpatientin Syd trifft, wird er mit der Möglichkeit konfrontiert, dass die Stimmen, die er hört, real sein könnten. Als Sohn des X-Men-Gründers Charles F. Xavier, auch bekannt als Professor X, verfügt auch David Haller über Mutanten-Fähigkeiten. Seit seiner Kindheit leidet er an psychischen Erkrankungen wie einer multiplen Persönlichkeit. Dabei kommt es dazu, dass jede seiner Superheldenfähigkeiten von einer anderen ihm innewohnenden Identität kontrolliert wird.

## Besetzung und Synchronisation
Die deutschsprachige Synchronisation der Serie erfolgt durch die Cinephon Filmproduktions GmbH in Berlin unter Dialogbuch und Dialogregie von Stephan Hoffmann.

### Hauptdarsteller
| Rollenname                 | Schauspieler     | Episoden                             | Synchronsprecher  |
| -------------------------- | ---------------- | ------------------------------------ | ----------------- |
| David Haller               | Dan Stevens      | 1.01–3.08                            | Tim Knauer        |
| Sydney „Syd“ Barrett       | Rachel Keller    | 1.01–3.08                            | Victoria Frenz    |
| Lenny „Cornflakes“ Busker  | Aubrey Plaza     | 1.01–3.05                            | Kaya Marie Möller |
| Cary Loudermilk            | Bill Irwin       | 1.02–2.04, 2.06–3.08                 | Gerald Schaale    |
| Ptonomy Wallace            | Jeremie Harris   | 1.01–2.08                            | Simon Derksen     |
| Kerry Loudermilk           | Amber Midthunder | 1.01–2.04, 2.06–3.08                 | Daniela Molina    |
| Amy Haller                 | Katie Aselton    | 1.01–1.08, 2.05–2.09                 | Gundi Eberhard    |
| Melanie Bird               | Jean Smart       | 1.01–2.11,3.06                       | Susanne Schwab    |
| Amahl Farouk / Shadow King | Navid Negahban   | 2.01–2.03, 2.05–3.08                 | Viktor Neumann    |
| Oliver Bird                | Jemaine Clement  | 1.02–1.05, 1.07–2.03, 2.05–2.11,3.06 | Matti Klemm       |
| Clark Debussy              | Hamish Linklater | 1.01, 1.07–3.05                      | Nico Mamone       |

### Nebendarsteller
| Rollenname                      | Schauspieler           | Episoden                          | Synchronsprecher  |
| ------------------------------- | ---------------------- | --------------------------------- | ----------------- |
| Der Teufel mit den gelben Augen | Quinton Boisclair      | 1.01–1.08, 2.06–2.07, 2.10        |                   |
| Walter / Das Auge               | Mackenzie Gray         | 1.01–1.07                         | Oliver Siebeck    |
| Philly                          | Ellie Ariaza           | 1.01–1.04, 2.06                   | Anja Mentzendorff |
| Brubaker                        | David Selby            | 1.01, 1.03, 1.05, 2.10            | Uwe Karpa         |
| Dr. Dennis Kissinger            | David Ferry            | 1.01, 1.04–1.05                   | Stephan Hoffmann  |
| Rudy                            | Brad Mann              | 1.01, 1.05–1.07                   |                   |
| Ben                             | Matt Hamilton          | 1.01, 2.05                        | Nils Nelleßen     |
| Dr. Henry Poole                 | Scott Lawrence         | 1.02–1.04                         | Oliver Stritzel   |
| Davids Adoptivmutter            | Tatyana Forrest        | 1.02–1.03                         | Jana Kozewa       |
| Davids Adoptivvater             | Dario Giordani         | 1.02–1.03                         | Christian Intorp  |
| Der wütende Junge               | Devyn Dalton           | 1.03–1.05, 1.07–1.08, 2.09–2.10   |                   |
| Benny                           | Kirby Morrow           | 1.04–1.05, 2.06                   | Lasse Dreyer      |
| Daniel                          | Keir O’Donnell         | 1.08                              | Arne Stephan      |
| Erzähler                        | Jon Hamm               | 2.01–2.03, 2.05, 2.07–2.08, 2.11– | Bernd Vollbrecht  |
| Admiral Fukuyama                | Marc Oka               | 2.01–2.03, 2.07–2.08, 2.11–       |                   |
| Der Mönch                       | Nathan Hurd            | 2.01–2.03, 2.08                   |                   |
| Dr. Orwell                      | Christine Horn         | 2.01, 2.03                        |                   |
| Zhuangzi                        | Michael Yama           | 2.01                              |                   |
| Joan Barrett                    | Lily Rabe              | 2.04                              | Susanne Geier     |
| Lenore / Gran-Gran              | Jo Farkas              | 2.05                              |                   |
| Laura Mercer                    | Molly Hagan            | 2.06                              |                   |
| Don Eichman                     | Seamus Dever           | 2.06                              |                   |
| Gabrielle Haller, Davids Mutter | Stephanie Corneliussen | 3.03–3.04, 3.07–3.08              |                   |
| Charles Xavier, Davids Vater    | Harry Lloyd            | 3.03, 3.07–3.08                   |                   |

## Episodenliste

### Staffel 1
| Nr. (ges.) | Nr. (St.) | Deutscher Titel | Originaltitel | Erstausstrahlung USA | Deutschsprachige Erstausstrahlung (D) | Regie             | Drehbuch          | Zuschauer (USA) |
| --- | --------- | --------------- | ------------- | -------------------- | ------------------------------------- | ----------------- | ----------------- | --------------- |
| 1 | 1         | Kapitel 1       | Chapter 1     | 8. Feb. 2017         | 9. Feb. 2017                          | Noah Hawley       | Noah Hawley       | 1,622 Mio.      |
| Nach einem Selbstmordversuch wird bei dem scheinbar an Halluzinationen leidenden David Haller eine paranoide Schizophrenie diagnostiziert und er wird in eine psychiatrische Klinik eingewiesen. Dort trifft er eines Tages auf den Neuankömmling Sydney Barrett und verliebt sich in sie. Diese erwidert seine Gefühle, stellt an ihn jedoch die Bedingung, sie nicht zu berühren. Als Nächstes befindet sich David in einem Verhör, bei dem er über das Verschwinden Sydneys und den Tod der Patientin Lenny befragt wird. Außerdem wird angedeutet, dass David über telekinetische Fähigkeiten verfügt, derer er sich aber nicht vollends bewusst ist. David erzählt von dem Tag, als Sydney die Klinik verlassen durfte: Er konnte sich nicht zurückhalten, sie zum Abschied zu küssen, was dazu führte, dass ihre Körper getauscht wurden. Nachdem sein Psychiater ihn wegen einer Verletzung behandelte, mussten die beiden bei der Rückkehr in die Haupthalle feststellen, dass alle zuvor Anwesenden in Räume ohne Türen eingesperrt waren und Lenny tot in einer Wand steckte. Als David angibt, seinen Fragesteller anschließend vor der Klinik gesehen zu haben, und dieser das abstreitet, verliert er die Kontrolle und verwüstet mit seinen Kräften den Raum. Während David mit einem Gas betäubt wird, sieht man rückblickend, wie er außerhalb der Klinik wieder seinen echten Körper zurückerhielt und im Folgenden seine Schwester Amy aufsuchte, um bei ihr zu übernachten. In der Gegenwart erwacht David auf einem Stuhl in einem Wasserbecken und soll weitere Fragen beantworten. Er erinnert sich daran, wie er nach Sydney sucht, die schließlich neben ihm erscheint, ihm allerdings erklärt, dass sie gerade nur in seine Erinnerung projiziert wird. Sie weist ihn an, aus dem Stuhl ins Wasser zu rutschen, was David befolgt. Unter der Wasseroberfläche sieht er daraufhin eine Explosion, die alle Wachen tötet, bevor er vor Sydney und ihren zwei Partnern, Ptonomy und Kerry, auftaucht. Die vier fliehen durch ein Feuergefecht aus der Anlage zu einem Ufer, wo eine Frau namens Melanie Bird David in Empfang nimmt. |           |                 |               |                      |                                       |                   |                   |                 |
| 2 | 2         | Kapitel 2       | Chapter 2     | 15. Feb. 2017        | 16. Feb. 2017                         | Michael Uppendahl | Noah Hawley       | 1,133 Mio.      |
| Mit einem Boot gelangt die Gruppe nach „Summerland“, einem Camp für Mutanten, Menschen mit besonderen Kräften. Dessen Leiterin Melanie erklärt David, dass er ein Telepath ist und sich die Stimmen, die er hört, nicht einbildet. Außerdem erzählt sie ihm, dass er von der staatlichen „Abteilung 3“ verhört wurde, die Jagd auf Mutanten macht. Um David zu helfen, die Kontrolle über seine Kräfte zu erlangen, betreibt Melanie mit ihm „Erinnerungsarbeit“, bei der sie mithilfe von Ptonomys Fähigkeit in Davids Erinnerungen eindringen. Dabei beobachten sie, wie Davids Vater ihm als Kind eine Horrorgeschichte vorliest, was David jedoch so sehr verstört, dass er vor Panik die Erinnerung verlässt. Bei einem Gespräch mit Sydney über den Austausch ihrer Bewusstseine in der Klinik offenbart diese, dass all die Stimmen in Davids Kopf sie derart überfordert haben, dass sie versehentlich seine Freundin Lenny getötet hat. In einer weiteren Episode der Erinnerungsarbeit sehen David, Melanie und Ptonomy, wie David mit Lenny Drogen konsumiert und dabei von einem fettleibigen Wesen mit gelben Augen verschreckt wird, das ihn regelmäßig in seinen Visionen heimsucht. Da David dazu nichts sagen will, besuchen die drei eine Erinnerung von zuvor, als David mit seinem Psychiater über einen Vorfall sprach, der zur Trennung von seiner damaligen Freundin führte. Beim Versuch, diesen Vorfall zu betrachten, landen die drei allerdings in Davids Kinderzimmer, wo die Horrorgeschichte seines Vaters ihn erneut aus der Erinnerung reißt. Als Davids Gehirn anschließend mit einer MRT gescannt wird, gelingt es ihm, die Stimme seiner Schwester zu hören, die sich gerade in der Nervenklinik nach ihm erkundigt. Nachdem Davids Aufenthalt dort jedoch geleugnet wird, wird sie von Agenten der Abteilung 3 entführt, was David so sehr in Schock versetzt, dass er das gesamte MRT-Gerät ungewollt vor das Gebäude manövriert. David will umgehend zur Rettung Amys aufbrechen, wird aber von Sydney zurückgehalten, die ihm rät, zuerst noch die Beherrschung seiner Kräfte zu verbessern.                        |           |                 |               |                      |                                       |                   |                   |                 |
| 3 | 3         | Kapitel 3       | Chapter 3     | 22. Feb. 2017        | 23. Feb. 2017                         | Michael Uppendahl | Peter Calloway    | 1,043 Mio.      |
| Ptonomy gelingt es, Davids Erinnerung an den Vorfall zugänglich zu machen, bei dem dieser nach einem Streit mit seiner Freundin Philly per Telekinese die Küche verwüstet hat. Die Erinnerung zuvor zeigt David, Melanie und Ptonomy den Auslöser des Streits, nämlich Davids Drogenkonsum mit Lenny. Nachdem David dabei als einziger der drei das Monster mit den gelben Augen sieht, versucht Ptonomy, die Szene noch einmal abzuspielen, wogegen sich Davids Verstand allerdings wehrt. In der Folge wachen die drei auf und stellen fest, dass David sie unwillkürlich in einen anderen Raum teleportiert hat. Nach einem Gespräch mit Sydney, bei dem diese ihm ihre Kraft, Körper zu tauschen, näher beschreibt, wird noch einmal Davids Gehirn gescannt. Dabei erscheint Lenny in einer Vision vor David und drängt ihn, Amy zu retten. In einer daraus folgenden Stressreaktion wendet David unkontrolliert seine Kräfte an und befördert sich mit der herbeieilenden Sydney geistig zu Amy, die von Abteilung 3 gefoltert und zu David befragt wird. Als ein „Das Auge“ genannter Agent David und Sydney wahrzunehmen scheint, kehren die beiden zurück und finden sich in einem See in Summerland wieder. Da Melanie Davids Verstand für zu stark hält, um ihn mit gewöhnlicher Erinnerungsarbeit zu trainieren, beschließt sie mit Davids Einverständnis, ihn beim nächsten Mal zu betäuben. Sydney kann David überreden, sie mitzunehmen, woraufhin sie, Melanie und Ptonomy mit David als Kind in eine Erinnerung eindringen, in der David Medikamente von seinem Psychiater stiehlt. Als Sydney und der junge David merken, wie der Raum zu beben beginnt und die Wand langsam aufreißt, fliehen sie durch mehrere Erinnerungen bis zu Davids Kinderzimmer, wo die beiden sich vor dem gelbäugigen Wesen verstecken müssen. Während Sydney und kurz darauf auch Ptonomy aufwachen, bewegt sich Melanie noch durch Davids Elternhaus und wird erst aus der Erinnerung gerissen, als ihr beim Lesen der Horrorgeschichte plötzlich das Buch auf die Hand schlägt. David hingegen bleibt als einziger bewusstlos.                              |           |                 |               |                      |                                       |                   |                   |                 |
| 4 | 4         | Kapitel 4       | Chapter 4     | 1. März 2017         | 2. März 2017                          | Larysa Kondracki  | Nathaniel Halpern | 0,750 Mio.      |
| Nachdem Ptonomy feststellt, dass David sich geistig in der Astralebene befindet und deshalb nicht mehr aufwacht, beauftragt Melanie Sydney, Ptonomy und Kerry, mehr über Davids Vergangenheit herauszufinden. Dafür suchen sie das verlassene Büro von Davids Psychiater vor dem Klinikaufenthalt, Dr. Poole, auf und entdecken über ein altes Tonbandgerät, dass David Poole bei seinem Einbruch schwer verletzt hat. In einem Gespräch mit Kerry erfährt Sydney, dass diese sich einen Körper mit Cary, dem Wissenschaftler von Summerland, teilt und für den Kampf eingesetzt wird. In Folge einer Vision besucht Melanie mit Cary die Eiskammer, in der ihr Ehemann Oliver schon seit vielen Jahren bewusstlos in einem Taucheranzug liegt. Wie sich herausstellt, steckt auch er in der Astralebene fest und stößt dort auf David, dem er in einem wohnlich eingerichteten Eisblock erklärt, wo er sich gerade befindet. Sydney, Ptonomy und Kerry spüren derweil die als Immobilienberaterin tätige Philly auf und geben sich als Kunden aus, sodass Ptonomy heimlich in Phillys Erinnerungen sehen kann. Er beobachtet eine Unterhaltung zwischen David, Philly und Dr. Poole, wobei ein Erinnerungsfetzen ihm den Aufenthaltsort des letzteren zeigt. Auf Nachfrage von Sydney offenbart Philly, dass es sich bei Davids Freundin Lenny um einen Mann namens Benny handelte. Bei Dr. Poole angekommen tappt das Trio in eine Falle, indem sich Poole als „Das Auge“ entpuppt, welches Ptonomy ausschaltet, während Kerry sich vergeblich Soldaten von Abteilung 3 zur Wehr setzt. Sydney schafft es durch eine Berührung, mit dem „Auge“ Körper zu tauschen und ihn so gefangen nehmen zu lassen. Von einer Vision von Lenny getrieben kann sich David unterdessen ausreichend konzentrieren, um die Astralebene zu verlassen und genau vor dem Fahrzeug zu landen, in dem Sydney als „Das Auge“ gerade die anderen drei davonfährt. David will Sydney zur Flucht verhelfen, doch tauschen in diesem Moment die beiden Körper zurück, woraufhin „Das Auge“ eine Waffe zieht und der heranstürmenden Kerry in die Schulter schießt.                 |           |                 |               |                      |                                       |                   |                   |                 |
| 5 | 5         | Kapitel 5       | Chapter 5     | 8. März 2017         | 9. März 2017                          | Tim Mielants      | Peter Calloway    | 0,795 Mio.      |
| Das Team bringt Kerry zurück nach Summerland, wo diese von Cary medizinisch versorgt wird. Da David Sydney in der Astralebene berühren kann, bringt er sie dorthin und die beiden schlafen miteinander. Nachdem David in einem angrenzenden Raum von Lenny überredet wird, Amy alleine zu retten, wacht Sydney auf und David ist verschwunden. Sydney, Melanie, Ptonomy und der Mutant Rudy begeben sich zum Hauptquartier von Abteilung 3, wo sie auf unzählige tote Soldaten treffen, die im Boden und anderen festen Strukturen stecken. Innerhalb des Gebäudes entdecken Sydney und Ptonomy Davids Klinikpsychiater, Dr. Kissinger, in einer Zelle. Melanie und Rudy sehen auf den Bildern der Überwachungskameras derweil, wie David die Soldaten mit seinen Kräften getötet hat, wobei eine Kamera mit Negativfilter ihnen statt David das fettleibige Monster zeigt. Das Team nimmt anschließend Kontakt zu Cary auf, der ihnen mitteilt, dass er bei Davids Hirnscans ebenfalls das Monster gesehen hat und dieses mutmaßlich seinen Verstand beeinflusst. In diesem Moment wird Sydney von David auf die Astralebene gezogen, wo sie sieht, dass er sich mit Amy in seinem Elternhaus befindet. Dort erscheint neben David plötzlich Lenny, die Amy so lange bedrängt, bis diese gegenüber David zugibt, dass er adoptiert wurde. Beim Elternhaus angekommen stellt das Team seine eigene Taubheit fest, die David mit seinen Kräften bewirkt. Während Cary mit einem selbstgebauten Gerät nachfolgt, das David kontrollieren soll, findet Sydney Amy in einem Raum, bevor sie von der auftauchenden Lenny an die Wand geworfen wird, wo auch David sitzt. Als der Rest des Teams ankommt, nimmt das als Rudy getarnte „Auge“ David unter Beschuss, der gerade noch mit Sydney in die Astralebene fliehen kann. Dort besitzt der verzweifelte David aber nicht die Kontrolle, woraufhin das Monster erscheint und Jagd auf Sydney macht. Kurz bevor dieses sie jedoch erreicht, findet sich Sydney plötzlich in einer Therapiegruppe mit allen bekannten Personen als Patienten und Lenny als Psychiaterin wieder.                                |           |                 |               |                      |                                       |                   |                   |                 |
| 6 | 6         | Kapitel 6       | Chapter 6     | 15. März 2017        | 16. März 2017                         | Hiro Murai        | Nathaniel Halpern | 0,732 Mio.      |
| In der Klinik stellen sich die Fähigkeiten der Patienten als psychische Erkrankungen dar und werden von Lenny behandelt. Sydney kann sich nicht an vorangegangene Ereignisse erinnern, allerdings fällt ihr im Flur der Klinik eine unpassende Tür auf. In einer Sequenz tanzt Lenny hinter dieser ausgelassen durch mehrere Erinnerungen Davids, bevor sie wieder normal heraustritt. Während Sydney am nächsten Tag bemerkt, dass die Tür verschwunden ist, erscheint über Carys Bett am Abend ein Eisblock und seine Umgebung wandelt sich in die Astralebene um, wo er auf den Taucher trifft. Als David seine und Sydneys psychische Störungen beschreibt, wird Sydney stutzig, da diese von den ihr bekannten abweichen. Im Gang begegnet sie daraufhin Lenny, die ihr Kopfhörer mit beruhigender Musik aufsetzt, welche sie in einen tiefen Schlaf fallen lässt. Nachdem sie Carys Verschwinden feststellt, muss Kerry vor Walter, dem „Auge“, fliehen, der sie verfolgt. David entdeckt schließlich auch die Tür am Gang, wird dabei aber von Amy, hier eine Klinikangestellte, abgelenkt, die ihm auf beleidigende Art und Weise ihre Abscheu vor ihm mitteilt. Melanie, die noch immer auf die Rückkehr ihres vermeintlich toten Ehemannes wartet, sieht unterdessen den Taucher hinter einer Wand und schafft es, diese zu durchdringen. Ein Gang führt sie bis zum Zimmer in Davids Elternhaus zu dem Moment, als David und Sydney unter Beschuss geraten. Da die Szene nahezu stillsteht, versucht sie auf Anweisung des Tauchers, die beiden aus der Schussbahn zu bewegen, was ihr jedoch schwerfällt. In Sorge um Sydney sucht David Lenny auf, die deren Beziehung und generell das Konzept Liebe in Frage stellt. Sie offenbart, dass für sie der Sinn des Lebens in Macht besteht und sie diese am besten in Kombination mit Davids Kräften erhalten würde. Mit der Erklärung, Davids Verstandes überdrüssig geworden zu sein, lässt sie diesen los, woraufhin Davids Geist in der Dunkelheit versinkt. Sydney wird in Davids Kinderzimmer derweil vom Taucher aufgeweckt, hinter dem sich nun Cary verbirgt.                           |           |                 |               |                      |                                       |                   |                   |                 |
| 7 | 7         | Kapitel 7       | Chapter 7     | 22. März 2017        | 23. März 2017                         | Dennie Gordon     | Jennifer Yale     | 0,716 Mio.      |
| Oliver führt Cary zu seinem Eisblock und offenbart ihm, dass es sich bei dem Monster in Davids Verstand um Amahl Farouk, den „Shadow King“, handelt. Mit Olivers Taucheranzug weckt Cary anschließend Sydney auf und erklärt, dass die Klinik eine von Farouk geschaffene Illusion war. Um den Rest des Teams zu retten, betritt Sydney mit von Oliver konstruierten Brillen, durch die die angsteinflößenden Projektionen ausgeblendet werden, noch einmal in die Klinik und findet Kerry. Cary und Oliver kommen unterdessen Melanie zur Hilfe, die feststellen muss, dass Oliver sie nicht wiedererkennt. Während Cary das kranzförmige Gerät an sich nimmt, welches Farouk in Davids Bewusstsein isolieren soll, findet Melanie in einem anderen Raum den mit einem Messer niedergestochenen Rudy. Der in einer Ecke seines Bewusstseins eingesperrte David schafft es derweil mithilfe des personifizierten rationalen Teil seines Verstandes, sich ein Klassenzimmer vorzustellen, in dem er alle bekannten Informationen sammelt. Er erkennt, dass das Monster einst von seinem Vater bekämpft wurde, der ebenfalls Telepath war. Dieser gab David zu seinem Schutz nach der Geburt weg, doch Farouk fand ihn und nistete sich in seinem Verstand ein. Sydney und Kerry werden schließlich von Walter attackiert, als plötzlich Lenny erscheint und diesen tötet. Bevor sie allerdings zu Sydney und Kerry gelangt, schreitet Rudy ein und hält sie von ihnen fern. Unter großer Anstrengung gelingt es David, sich aus seinem geistigen Gefängnis zu befreien und die Astralebene aufzulösen, wodurch alle wieder aufwachen. Da Cary ihm zuvor noch das Gerät aufsetzen konnte, ist Farouk vorerst gebannt und David schafft es, die Kugeln mit seinen Kräften aufzufangen. Nachdem das Team nach Summerland zurückkehrt, wo auch Oliver wieder erwacht ist, will David Farouk so schnell wie möglich aus seinem Geist entfernen. Als daraufhin jedoch Soldaten der Abteilung 3 auftauchen und der durch die Explosion vernarbte Fragesteller den Befehl gibt, alle bis auf David zu erschießen, beginnt Farouk auszubrechen.                      |           |                 |               |                      |                                       |                   |                   |                 |
| 8 | 8         | Kapitel 8       | Chapter 8     | 29. März 2017        | 30. März 2017                         | Michael Uppendahl | Noah Hawley       | 0,812 Mio.      |
| Zunächst wird gezeigt, wie der Fragesteller, Clark, sich nach der Explosion in der Schwimmhalle im Beisein seines Mannes und seines Sohnes von seinen Verbrennungen erholt. In der Gegenwart kann David die Soldaten mit seinen Kräften außer Gefecht setzen und erklärt sich im Anschluss bereit, mit Clark zu reden. Cary warnt David davor, dass das Gerät auf seinem Kopf den Shadow King nicht mehr lange zurückhalten könne. Über eine Kameralinse in Clarks Auge sehen dessen Vorgesetzte bei Abteilung 3 mit zu, wie Clark bei der Befragung den Einsatz von Abteilung 3 mit der Unberechenbarkeit der Mutanten rechtfertigt. Sydney wird nebenbei in eine Illusion des Shadow King gezogen, in der ihr die verwahrloste Lenny erklärt, dass sie durch Sydneys Körpertausch mit David auch in ihren Verstand eindringen konnte. Nachdem Lenny offenbart, dass sie Davids Bewusstsein nur mit eigenem Willen verlassen könnte, wird David ohnmächtig und ins Labor gebracht. Dort wendet Oliver eine selbst konstruierte Vorrichtung an, die Farouk aus den von ihm besetzten Gehirnwellen Davids entfernen soll. In dessen Bewusstsein stellt sich dies für ihn so dar, dass all die Visionen Farouks aus seinen Erinnerungen gelöscht werden. Als David anfängt, körperliche Abwehrreaktionen zu zeigen, befürchtet Sydney, dass er im Laufe dieses Prozesses sterben wird, und eilt zu ihm. Indem sie ihn küsst, tauschen die beiden ihre Körper, was aber dazu führt, dass Farouk vollständig die Kontrolle über Davids Geist gewinnt. Durch die Berührung der heranstürmenden Kerry gelangt Farouk von Sydneys in Kerrys Körper, mit dem er die restlichen Teammitglieder aus dem Weg räumt. Im Gang stellt sich ihm anschließend jedoch David in den Weg und nachdem die beiden aufeinander zurennen, sorgen ihre Kräfte beim Aufprall dafür, dass Farouk Kerrys Körper verlässt. Dieser findet in Oliver einen neuen Wirt, der daraufhin in einem Auto davonfährt und dabei von der Vision Lennys begleitet wird. Am Abend erscheint vor David und Sydney eine Drohne, die David in sich aufnimmt und mit ihm davonfliegt.                   |           |                 |               |                      |                                       |                   |                   |                 |

### Staffel 2
| Nr. (ges.) | Nr. (St.) | Deutscher Titel | Originaltitel | Erstausstrahlung USA | Deutschsprachige Erstausstrahlung (D) | Regie             | Drehbuch                        | Zuschauer (USA) |
| ---------- | --------- | --------------- | ------------- | -------------------- | ------------------------------------- | ----------------- | ------------------------------- | --------------- |
| 9          | 1         | Kapitel 9       | Chapter 9     | 3. Apr. 2018         | 4. Apr. 2018                          | Tim Mielants      | Noah Hawley & Nathaniel Halpern | 0,669 Mio.      |
| 10         | 2         | Kapitel 10      | Chapter 10    | 10. Apr. 2018        | 11. Apr. 2018                         | Ana Lily Amirpour | Noah Hawley & Nathaniel Halpern | 0,439 Mio.      |
| 11         | 3         | Kapitel 11      | Chapter 11    | 17. Apr. 2018        | 18. Apr. 2018                         | Sarah Adina Smith | Noah Hawley & Nathaniel Halpern | 0,380 Mio.      |
| 12         | 4         | Kapitel 12      | Chapter 12    | 24. Apr. 2018        | 25. Apr. 2018                         | Ellen Kuras       | Noah Hawley & Nathaniel Halpern | 0,434 Mio.      |
| 13         | 5         | Kapitel 13      | Chapter 13    | 1. Mai 2018          | 2. Mai 2018                           | Tim Mielants      | Noah Hawley & Nathaniel Halpern | 0,456 Mio.      |
| 14         | 6         | Kapitel 14      | Chapter 14    | 8. Mai 2018          | 16. Mai 2018                          | John Cameron      | Noah Hawley                     | 0,353 Mio.      |
| 15         | 7         | Kapitel 15      | Chapter 15    | 15. Mai 2018         | 23. Mai 2018                          | Charlie McDowell  | Noah Hawley & Nathaniel Halpern | 0,451 Mio.      |
| 16         | 8         | Kapitel 16      | Chapter 16    | 22. Mai 2018         | 30. Mai 2018                          | Jeremy Webb       | Noah Hawley & Jordan Crair      | 0,409 Mio.      |
| 17         | 9         | Kapitel 17      | Chapter 17    | 29. Mai 2018         | 6. Juni 2018                          | Noah Hawley       | Noah Hawley & Nathaniel Halpern | 0,362 Mio.      |
| 18         | 10        | Kapitel 18      | Chapter 18    | 5. Juni 2018         | 13. Juni 2018                         | Dana Gonzales     | Noah Hawley & Nathaniel Halpern | 0,467 Mio.      |
| 19         | 11        | Kapitel 19      | Chapter 19    | 12. Juni 2018        | 20. Juni 2018                         | Keith Gordon      | Noah Hawley                     | 0,315 Mio.      |

### Staffel 3
| Nr. (ges.) | Nr. (St.) | Deutscher Titel | Originaltitel | Erstausstrahlung USA | Deutschsprachige Erstausstrahlung (D) | Regie                | Drehbuch                                  | Zuschauer (USA) |
| ---------- | --------- | --------------- | ------------- | -------------------- | ------------------------------------- | -------------------- | ----------------------------------------- | --------------- |
| 20         | 1         | Kapitel 20      | Chapter 20    | 24. Juni 2019        | 3. Juli 2019                          | Andrew Stanton       | Noah Hawley & Nathaniel Halper            | 0,377 Mio.      |
| 21         | 2         | Kapitel 21      | Chapter 21    | 1. Juli 2019         | 10. Juli 2019                         | Carlos López Estrada | Noah Hawley, Olivia Dufault & Kate Thulin | 0,381 Mio.      |
| 22         | 3         | Kapitel 22      | Chapter 22    | 8. Juli 2019         | 17. Juli 2019                         | John Cameron         | Nathaniel Halpern                         | 0.370 Mio.      |
| 23         | 4         | Kapitel 23      | Chapter 23    | 15. Juli 2019        | 24. Juli 2019                         | Daniel Kwan          | Olivia Dufault & Charles Yu               | 0.277 Mio.      |
| 24         | 5         | Kapitel 24      | Chapter 24    | 22. Juli 2019        | 31. Juli 2019                         | Arkasha Stevenson    | Olivia Dufault & Ben H. Winters           | 0.288 Mio.      |
| 25         | 6         | Kapitel 25      | Chapter 25    | 29. Juli 2019        | 7. Aug. 2019                          | John Cameron         | Noah Hawley                               | 0.332 Mio.      |
| 26         | 7         | Kapitel 26      | Chapter 26    | 5. Aug. 2019         | 14. Aug. 2019                         | Dana Gonzales        | Noah Hawley & Olivia Dufault              | 0.288 Mio.      |
| 27         | 8         | Kapitel 27      | Chapter 27    | 12. Aug. 2019        | 21. Aug. 2019                         | Noah Hawley          | Noah Hawley                               | 0.365 Mio.      |